# Port lotniczy Lozanna-La Blécherette
Port lotniczy Lozanna-La Blécherette – międzynarodowy port lotniczy obsługujący Lozannę (Szwajcaria). Port jest zlokalizowany w dzielnicy La Blécherette.

## Historia
Teren dzisiejszego portu lotniczego w la Blécherette był własnością gminną. Zagospodarowany na cele wojskowe, został następnie wynajęty w 1899 r. Konfederacji Szwajcarskiej. Z inicjatywy sekcji francuskojęzycznej Aeroklubu Szwajcarskiego (Section romande de l’Aéro-Club Suisse), założonej 5 maja 1910 r., na błoniach tych w 1911 r. po raz pierwszy zaczęły lądować samoloty, czyniąc z nich jedno z pierwszych lotnisk cywilnych w Szwajcarii.
Pierwszy hangar lotniczy w sąsiedztwie fermy la Blécherette został wybudowany w 1914 r. Dwa lata później powstała tu szkoła lotnicza "Aéro", pierwsza tego typu instytucja w Szwajcarii. Regularne połączenia pocztowe między Zurychem i Lozanną, przedłużone następnie do Genewy, zainaugurowano 28 lutego 1919 r. Port lotniczy, zarządzany przez kilka prywatnych spółek, z czasem zaczął mieć poważne kłopoty finansowe i w 1926 r. został przejęty przez miasto Lozannę.
W czasie II wojny światowej aerodrom la Blécherette pozostawał w gestii lotnictwa wojskowego. Wykorzystywany głównie do szkolenia pilotów, był także miejscem stacjonowania jednostki technicznej szwajcarskich sił powietrznych.